# Liste von Terroranschlägen
Die Liste von Terroranschlägen enthält eine unvollständige Auswahl von Terroranschlägen. Attentate werden gesondert in der Liste bekannter Attentate behandelt. Die Liste von Sprengstoffanschlägen listet auch nichtterroristische Anschläge. Die Liste von Flugzeugentführungen enthält eine Liste mit meist terroristischem Hintergrund. Im Artikel Rechtsterrorismus werden weitere terroristische Anschläge aufgezählt.

## Nach Jahr
Die Liste von Terroranschlägen ist in folgende Jahresartikel aufgeteilt:
| bis 1968 | bis 1968 | bis 1968 | bis 1968 | bis 1968 | bis 1968 | bis 1968 | bis 1968 | bis 1968 | 1969 |
| 1970     | 1971     | 1972     | 1973     | 1974     | 1975     | 1976     | 1977     | 1978     | 1979 |
| 1980     | 1981     | 1982     | 1983     | 1984     | 1985     | 1986     | 1987     | 1988     | 1989 |
| 1990     | 1991     | 1992     | 1993     | 1994     | 1995     | 1996     | 1997     | 1998     | 1999 |
| 2000     | 2001     | 2002     | 2003     | 2004     | 2005     | 2006     | 2007     | 2008     | 2009 |
| 2010     | 2011     | 2012     | 2013     | 2014     | 2015     | 2016     | 2017     | 2018     | 2019 |
| 2020     | 2021     | 2022     | 2023     | 2024     | 2025     |          |          |          |      |

## Nach Staat
Terroranschläge nach Ländern:
- Afghanistan
- Ägypten
- Algerien
- Angola
- Äthiopien
- Australien
- Bangladesch
- Belarus
- Belgien
- Burkina Faso
- China
- Demokratische Republik Kongo
- Deutschland
- El Salvador
- Frankreich
- Griechenland
- Guatemala
- Indien
- Indonesien
- Irak (bis 2016)
- Irak (ab 2017)
- Iran
- Israel
- Japan
- Jemen
- Kamerun
- Kanada
- Kenia
- Kolumbien
- Laos
- Libanon
- Libyen
- Mali
- Marokko
- Mosambik
- Myanmar
- Namibia
- Nepal
- Neuseeland
- Nicaragua
- Niger
- Nigeria
- Norwegen
- Österreich
- Pakistan
- Palästinensische Autonomiegebiete
- Peru
- Philippinen
- Russland
- Saudi-Arabien
- Sierra Leone
- Somalia
- Spanien
- Sri Lanka
- Sudan
- Südafrika
- Südsudan
- Syrien
- Thailand
- Tschad
- Tunesien
- Türkei
- Uganda
- Ukraine
- USA
- Venezuela
- Vereinigtes Königreich
- Zentralafrikanische Republik

## Nach Verantwortlichen
- Allied Democratic Forces
- Arbeiterpartei Kurdistans (PKK)
- ETA
- Islamisten in Frankreich
- Islamischer Staat
- Lord’s Resistance Army
- Provisional Irish Republican Army

## Nach Anschlagsziel
- Liste von Terroranschlägen auf Kirchen
- Liste von Terroranschlägen auf Synagogen
- Liste von Anschlägen auf Verkehrsflugzeuge
- Liste von Anschlägen auf Auslandsvertretungen
- Liste von Terroranschlägen auf Moscheen
- Flüchtlingsfeindliche Angriffe in der Bundesrepublik Deutschland

## Sonstige
- Liste der schwersten Terroranschläge